# Cais di Pierlas

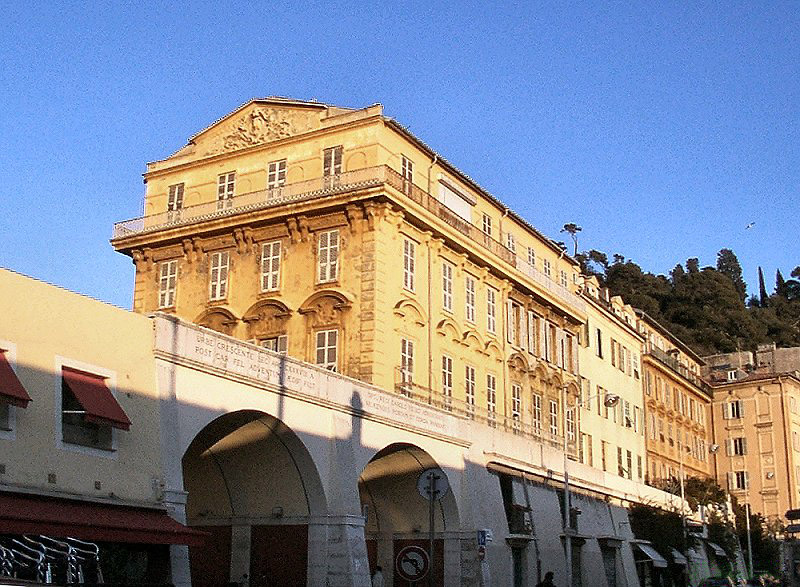
Il palazzo Ribotti-Cais di Pierlas nella vecchia Nizza

La famiglia Cais (anche Chais, Caïs, Cays, Ciais, Chiais) conti di (o de) Pierlas, una tra le più antiche di Nizza e della Provenza (i suoi primi atti documentati risalgono infatti al 1200), era originaria di La Roche (paesino della Valdeblore dove si trova l'antica casa della famiglia Chiaïs) e fu investita del feudo di Pierlas e del titolo comitale nel 1764.

## Genealogia e storia
L'ascesa sociale della famiglia Cais (originariamente chiamata Chiaïs) fu coronata dal matrimonio a Saint Martin Vésubie, nel 1678, tra Joseph Chiaïs (1662-Valdeblore 1742) capitano della milizia figlio di Ludovic Chiaïs (Valdeblore 1623-Valdeblore 1711) e Marguerite Cagnoli (1669-Valdeblore 1733) appartenente a una ricca e potente famiglia locale, nel 1784 fatti conti di Sainte Agnès dai Savoia. Dalla loro unione nacquero sei figli, tra cui Joseph Chiaïs (Valdeblore 1706- Valdeblore 1786) notaio e comandante la milizia della contea di Nizza, fatto primo conte di Pierlas dai Savoia nel 1764 e cambiando il cognome in Cais.
Dalla prima unione di Joseph Chiaïs nel 1726 a Saint Martin Vésubie con Marie-Thèrése Ricordi (1711-Valdeblore 1737), nacquero cinque figli di cui la figlia Jeanne Marie Marguerite Chiaïs (Valdeblore 1730-Saint Martin Vésubie 1778) sposando nel 1747 a Valdeblore Jean Cagnoli (S.Martin Vésubie 1722-S.Martin Vésubie 1779) fu madre di Joseph Cagnoli fatto conte di Saint Agnès nel 1784.

### Ramo Cais conti di Pierlas
Dalla fine del XVIII secolo i Cais furono proprietari d'uno dei più bei palazzi della vecchia Nizza, già dei Ribotti, che porta tuttora il loro nome. Nel corso dei secoli diedero numerose autorità civili e militari alla città stessa e all'armata del Duca di Savoia tra cui, tra il 1795 e il 1800, il secondo conte Cais Giuseppe-Maria (nel 1783 sposò Ribotti Josephine dei conti di Valdeblore) che si distinse nell'armata sarda contro i francesi.
Suo figlio Ippolito (Nizza 1787-1868; sposò, nel 1813, Eugenia dei marchesi Romagnano di Virle: antichissima famiglia piemontese di origine Arduinica) ufficiale e primo console di Nizza nel 1820, fu scultore e pittore d'un certo valore. Disegnò, fra l'altro, la facciata della chiesa di Cimiez dove si trova la tomba di famiglia.
Amante di piante esotiche e primo diffusore di palme a Nizza, piantò nel 1837 nella sua proprietà di Le Ray (la villa Pierlas) Chamaedorea elegans, Chamaedorea sartorii, Phoenix sylvestris e Trachycarpus martianus. Fu così all'origine delle attività d'acclimatazione della palma a Nizza. La sua tenuta, acquistata dalla famiglia Chambrun, fu poi divisa e frammentata. L'attuale parco pubblico Chambrun è una parte della vecchia proprietà.

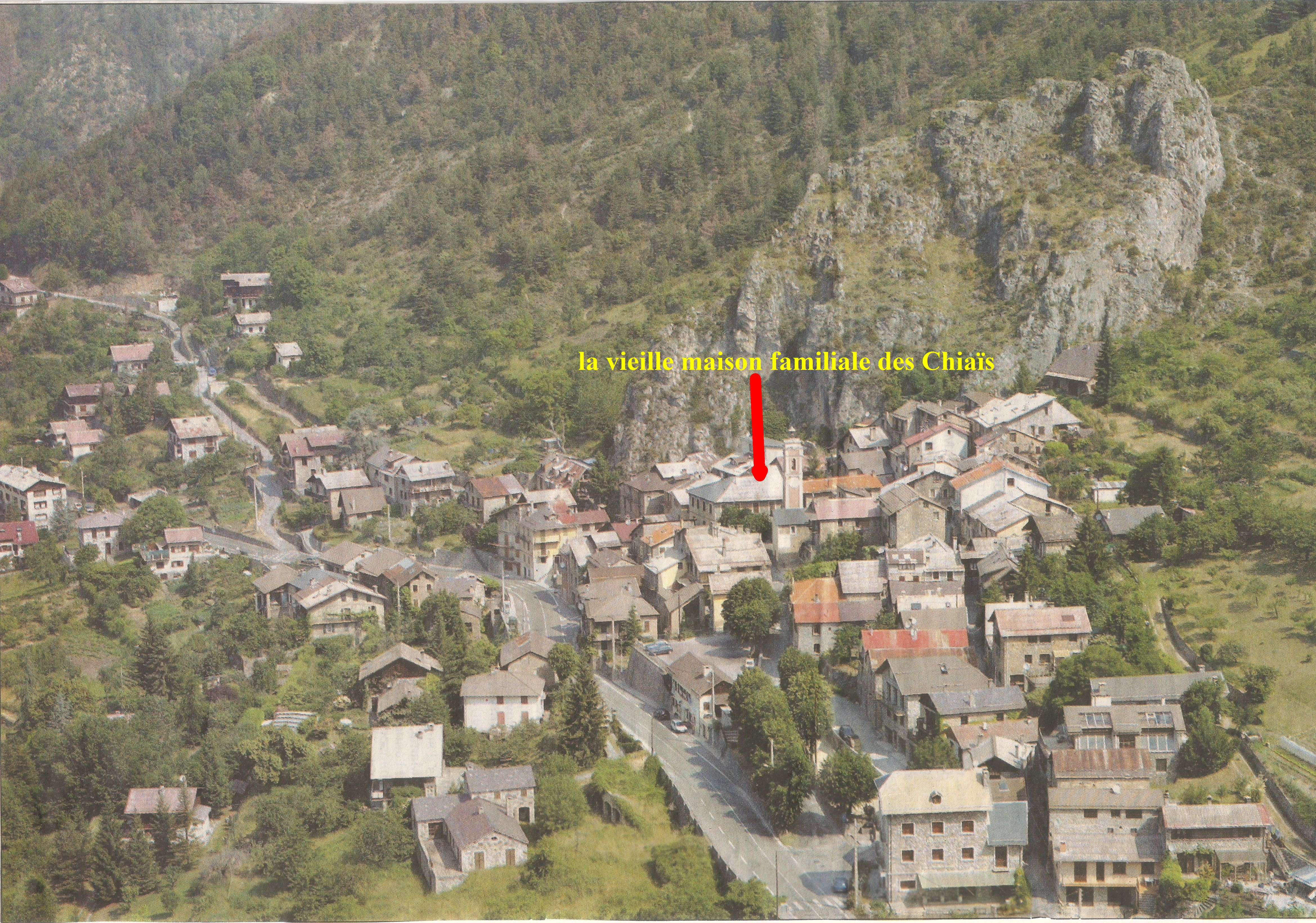
La Roche/La Ruòcha

Suo nipote Eugenio (quinto conte Cais 1842-1900; figlio di Cesare e di Seraphine Agathe dei marchesi d'Espagnet de Villeneuve-Moris e marito di Giuseppa Gromo Richelmy nobile dei conti di Ternengo), inizialmente anche lui pittore, fu invece un importante storico medievalista della Contea di Nizza a cui per questo la città volle dedicare una sua via. Una sua nipote (Elena 1914-1954; figlia di Giuseppe settimo conte Cais di Pierlas e Maria Dorizza) sposò a Genova, nel novembre del 1937, Giorgio Parodi (Venezia 1897-Genova 1955): pluridecorato eroe dell'aviazione nella prima e seconda guerra mondiale, armatore e creatore della Moto Guzzi.
A metà ottocento, dopo l'annessione di Nizza alla Francia, la famiglia, rifiutandosi di stare sotto i francesi, si trasferì in Piemonte dando origine a un ramo piemontese-ligure e uno veneziano.
Dal matrimonio di Giuseppe Cais di Pierlas, fratello del quinto conte Cais (il sopra citato Eugenio), con Laura Mocenigo (nobile dei conti di Cordignano e discendente diretta dell'antica famiglia dogale veneziana proprietaria del Palazzo Mocenigo di San Stae/Santa Croce) nacquero tre figli: Maritza, Anna Maria (che sposò Eugenio Casagrande di Villaviera e che ebbe una figlia: Maria Gregoria che sposò a Venezia Luigi Jagher) e Alberto (Parma 1891-Nizza 1973) ottavo conte Cais: ultimo discendente diretto e pianista/compositore di un certo successo.
Ora i suoi rami diretti vivono tra Genova e Venezia.
Ma il nome dei Cais rimane ancora molto simbolico nella Contea di Nizza in quanto rappresenta la grande storia con tutte le sue tradizioni e valori.